# 女三瓶山

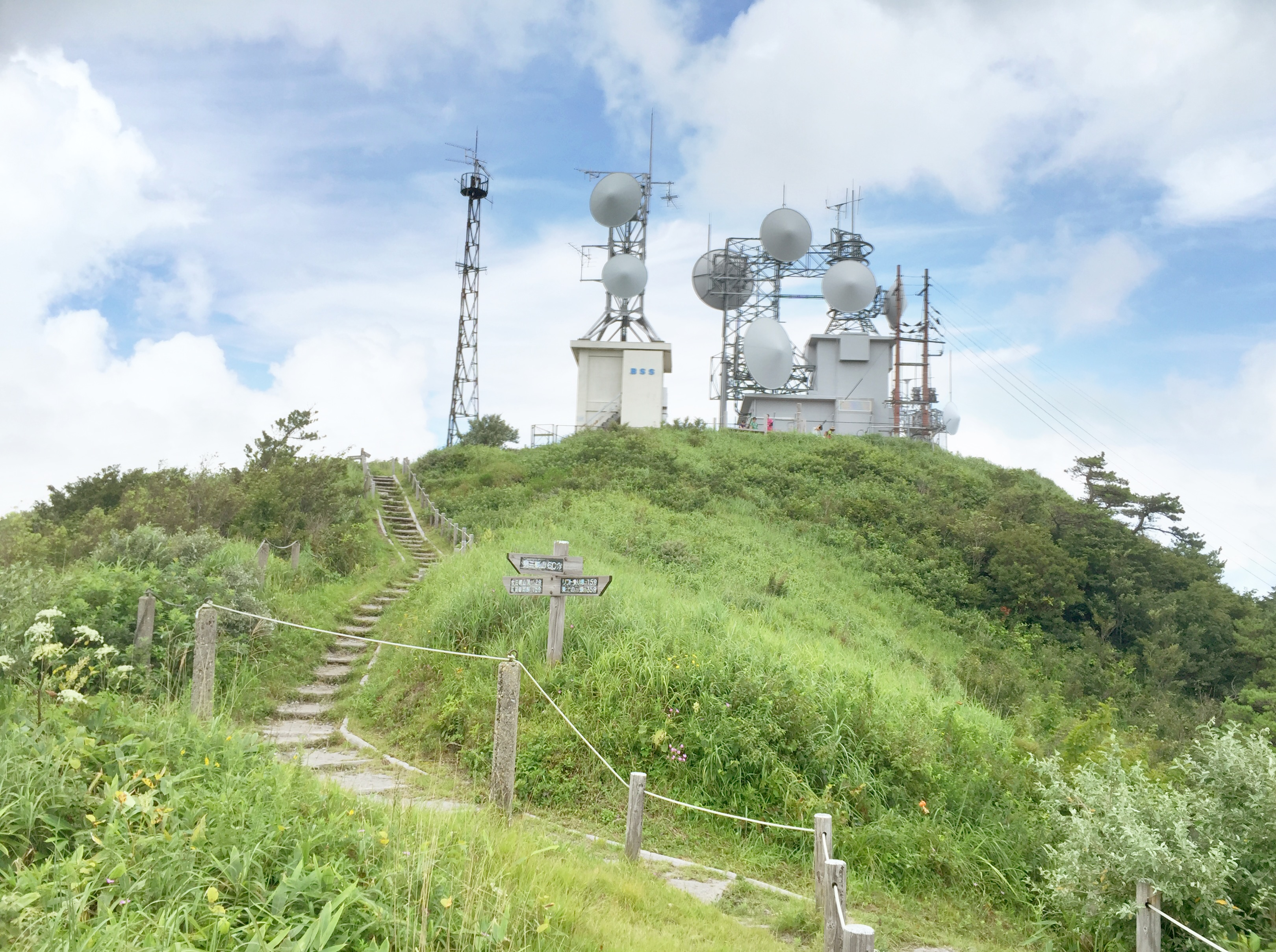
女三瓶山の山頂

女三瓶山(めさんべさん: Mt. Mesanbesan)は、島根県飯石郡飯南町角井にある標高957ｍの溶岩円頂丘(円頂丘溶岩)。男三瓶山、子三瓶山、孫三瓶、太平山、日影山とともに、三瓶山を構成する。

## 概要
溶岩円頂丘独特のドーム型の山形を成している。三瓶山の｢東の原｣より旧さんべ温泉スキー場の｢三瓶観光リフト｣で大平山と女三瓶山の背の部分まで登ることが出来る。リフトの終点からは徒歩20分で女三瓶山の山頂に至る。山頂からは、男三瓶、子三瓶、孫三瓶、大平山の山々が全部見渡せる。山頂近くには展望台と、男三瓶山への登山道がある。女三瓶山から男三瓶山に続く尾根には花崗岩が露出し崩落が進行して足場が悪い箇所があり、2012年には滑落事故が起きている。山頂には、TV局の中継局が置かれている。女三瓶山と鱗屑する大平山の東側斜面は「東の原」として整備され、冬季は「さんべ温泉スキー場」として利用されていた（1961年-2009年の営業）。三瓶山は、女三瓶山のほかに、男三瓶、子三瓶、孫三瓶、大平山、日影山、の山々で構成されるが、女三瓶山だけが島根県飯石郡となっており、他は大田市に所属している。
絶滅が危惧され保護の対象となっている「ウスイロヒョウモンモドキ」の生息も山頂付近では確認されているが、確認されている個体数は少なく幼虫の食草であるカノコソウの群生も1か所しかないために、ウスイロヒョウモンモドキの保護に取り組んでいる島根県や任意団体によって、牛を試験的に放牧して草地を増やす工夫やカノコソウの栽培の試みがなされている。

## 画像
- 山頂の碑
- 三瓶観光リフト
- 山頂から西側を望む
- 山頂より男三瓶山を望む
崩壊した岩肌と、男三瓶山への登山道